# Federico Capasso
Federico Capasso, född 1949 i Rom, är en italiensk fysiker. Capasso är verksam inom tillämpad fysik och under sina tid vid Bell Laboratories var han en av upphovsmännen till kvantkaskadlasern. Sedan 2003 är han verksam vid Harvard University.